# عمر نزاروفيتش كريملف
عمر نزاروفيتش كريملف (وُلد في نونبر 1982 بسربوخوف) هو موظف رياضي روسي. وقد شغل منصب الأمين العام وعضو اللجنة التنفيذية لاتحاد الملاكمة الروسي منذ فبراير 2017.

## السيرة الذاتية
تلقى تعليمه العالي بأكاديمية موسكو الحكومية في مجال أشغال المرافق العمومية والبناء. ويُدّعى أن كريملف
قد عمل في شركة ترانسترويكوم إل إل سي (Transstroykom LLC). ومن سنة 2009 إلى 2012 شغل
منصب رئيس مركز التنمية الاستراتيجية والتحديث.
شارك كريملف في الملاكمة منذ شبابه. وإلى غاية يوليوز 2017، كان رئيسًا لعروض باتريوت للملاكمة
وعمل عن كثب مع كبار الملاكمين مثل روي جونز جونيور وفيدور تشودينوف وديمتري تشودينوف
وميخائيل ألويان.  ويعمل الآن بنشاط ويروج لمركز التقدم للملاكمة في موسكو.
و بتاريخ 1 فبراير 2017 صبح عمر كريملف أمينًا عامًا وعضوًا في اللجنة التنفيذية لاتحاد الملاكمة
الروسي.  وشارك في تنظيم أحداث عالمية للملاكمة على نطاق واسع مثل مورات جاسييف (Murat
Gassiev) للشبان، نصف نهائي بطولة العالم  دورتيكوس (Dorticos) للملاكمة، نهائي بطولة أولكسندر
أوسيك مورات جاسييف (Oleksandr Usyk-Murat Gassiev) للملاكمة العالمية. بالإضافة إلى بطولات
2019 العالمية للرابطة الدولية للملاكمة لكل من النساء والرجال والتي استضافتها مدن يكاترينبورغ وأولان
أودي وروسيا.  وقد كان رائداً في الاحتفال بيوم الملاكمة  بروسيا والذي أصبح في 8 فبراير 2019 عطلة
دولية يتم الاحتفال بها في جميع أنحاء العالم في 22 يوليوز (في عام 2017، نظم كريملف دورة تدريبية
مفتوحة في الساحة الحمراء بمشاركة حوالي 3 آلاف شخص).  كما أطلق منتديات الملاكمة العالمية التي
عُقدت في الفترة الممتدة من 1 إلى 4 فبراير 2018 في سوتشي ومن 12 إلى 16 يونيو 2019 في
يكاترينبرج.
في 3 نونبر 2018 تم انتخاب عمر كريملف بأغلبية الأصوات (63 صوتًا) للجنة التنفيذية للرابطة الدولية
للملاكمة (AIBA) في مؤتمر الرابطة الدولية للملاكمة في موسكو، وبذلك أصبح أول روسي يتم ترشيحه
كعضو في اللجنة التنفيذية للرابطة الدولية للملاكمة.
و في 23 فبراير 2019 تم انتخابه بأغلبية الأصوات (25 من أصل 40) كنائب أول لرئيس الاتحاد الأوروبي
للملاكمة (EUBC) في الجمعية العامة للاتحاد الأوروبي للملاكمة التي عقدت في موسكو.
في 21 نوفمبر 2019 في اجتماع اللجنة التنفيذية الاستثنائي للاتحاد الدولي للملاكمة، تم ترشيح عمر كريملف
لمنصب رئيس لجنة التسويق في الاتحاد الدولي للملاكمة، ونظم منتديات الرابطة الدولية للملاكمة القارية لدول
أمريكا وأوقيانوسيا وآسيا في عام 2020.

## الجوائز
حصل عمر كريملف على وسام «الاستحقاق للوطن» من الدرجة الثانية (في 11 مارس 2020) لمساهمته
الكبيرة في تطوير الثقافة البدنية والرياضة والعمل الجاد.
وحسب كريملف، فقد حصل على شهادة شرف رئيس الاتحاد الروسي، والميدالية "25 عامًا منذ إنشاء جهاز
الأمن الرئاسي«، والتي حظيت بامتنان من رئيس الاتحاد الروسي» لسنوات عديدة من العمل الدؤوب و  أنشطة
اجتماعية نشطة "ووسام الصليب الدولي لسانت جورج جلوري.